# Chiari (Adelsgeschlecht)
Chiari ist der Name einer weitverzweigten, ursprünglich Italienischen Familie, die im 18. Jahrhundert  nach Österreich kam. Einige Zweige der Familie wurden 1908 bzw. 1917 in den österreichischen Freiherrenstand erhoben.

## Geschichte

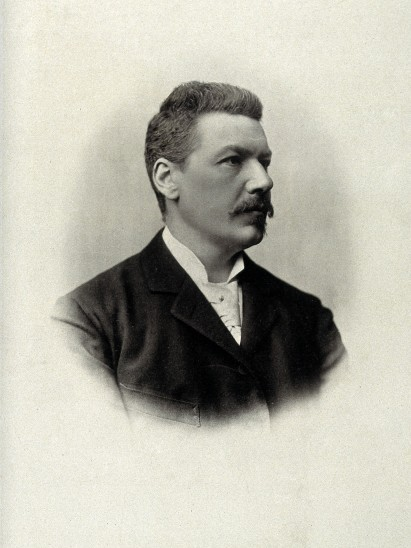
Ottokar Chiari, seit 1917 Freiherr von Chiari (1853–1918), Professor der Laryngologie

Die Familie Chiari stammt aus Bergamo. Die Söhne des Thomas Claudius Chiari, k.u.k. Postverwalters in Trient, gingen nach Wien und wurden dort als Juristen und Mediziner tätig, später erlangten sie auch politische Ämter. 
Karl Chiari (1849–1912) wurde am 30. November 1908 (Diplom Wien 12. März 1909) durch Kaiser Franz Joseph als Fabriks- und Gutsbesitzer in Mährisch-Schönberg in den erblichen österreichischen Freiherrenstand erhoben, er war auch Mitglied des Abgeordnetenhauses des Österreichischen Reichsrates und des Herrenhauses. Dieser Freiherrenstand wurde am 14. März 1917 (Diplom Wien 30. April 1917) mit Genehmigung von Kaiser Karl I. zusammen mit dem 1908 verliehenen Wappen auf Ottokar Chiari (1853–1918) übertragen.
Am 19. September 1917 (Diplom Wien 18. Oktober 1917) wurde auch der k.u.k. Vizeadmiral Arthur Chiari (1851–1919) in den österreichischen Freiherrenstand erhoben.
Nach dem Ende der Monarchie in Österreich-Ungarn wurde vom Parlament der Republik Deutschösterreich am 3. April 1919 die Aufhebung des Adels beschlossen. Infolge dieses Adelsaufhebungsgesetzes verloren auch die in Österreich lebenden Mitglieder der Familie Chiari das Recht zum Gebrauch ihrer Titel.

## Wappen

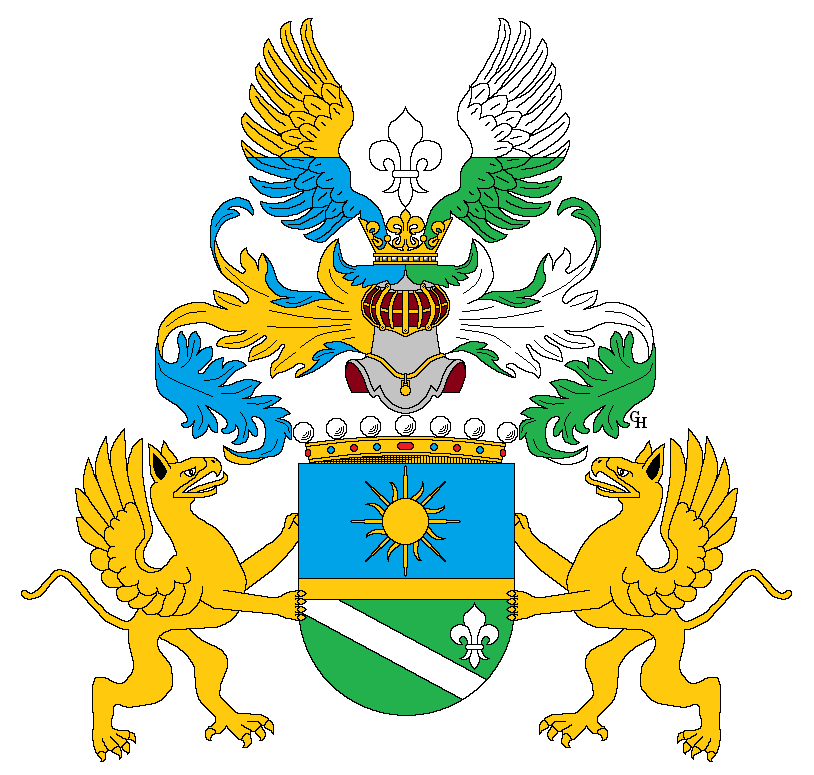
Wappen Chiari, 1917

Wappen der Familie Chiari (1908 bzw. 1917): Durch einen schmalen goldenen Balken geteilt; oben in Blau eine goldene Sonne, unten in Grün ein silberner Schrägrechtsbalken, begleitet oben von einer silbernen Lilie. Eingeschobene Freiherrnkrone. Gekrönter Helm mit rechts blau-goldenen, links grün-silbernen Decken, darauf ein offener Flug, rechts von Gold und Blau, links von Silber und Grün geteilt, dazwischen eine silberne Lilie. Schildhalter: zwei goldene Greife.

## Mitglieder

### Genealogie (Auszug)
1. Thomas Claudius Chiari (* ?; † 1833), k.u.k. Postverwalter in Trient ⚭ Helena Eschenbacher (* ?; † 1861), und hatte aus dieser Ehe Nachkommen, darunter:
  1. Johann Baptist Chiari (1817–1854), Dr. med., Professor für Gynäkologie in Wien und Prag ⚭ Anna Klein (1822–1912, Tochter des Professors für Gynäkologie Johann Klein), und hatte aus dieser Ehe Nachkommen, darunter:
    1. Karl Chiari, seit 1908 Freiherr von Chiari (1849–1912), Dr. med.,  zunächst Gynäkologe, dann Fabriks- und Gutsbesitzer sowie Politiker ⚭ 1874 Pauline Therese Zephyrescu (1851–1922) aus Mährisch-Schönberg, und hatte aus dieser Ehe Nachkommen, darunter:
      1. Karl Konstantin Freiherr von Chiari (1875–1943), Dr. phil., Fabriks- und Gutsbesitzer in  Mährisch-Schönberg; Freiherrenstand 1917 auf Ottokar Chiari (1853–1918) übertragen; ⚭ 1909 Anna Speil von Ostheim (* ?; † ?), und hatte aus dieser Ehe Nachkommen
      2. Constantin Eduard Max Freiherr von Chiari (1877–1932) ⚭ 1902 Marianna von Oberleithner (* ?; † ?), aus der Familie des Textilindustriellen Karl von Oberleithner aus Mährisch-Schönberg, und hatte aus dieser Ehe Nachkommen
      3. Eduard Liberalis Paul Freiherr von Chiari (1883–1954) ⚭ 1907 Doris von Chiari (* ?; † ?, Tochter des Ottokar Chiari), und hatte aus dieser Ehe Nachkommen

    2. Hans Chiari (1851–1916), Dr. med., pathologischer Anatom in Straßburg ⚭ 1878 Emilia Antonia Paulina Anna Schrötter von Kristelli (1854–1886), und hatte aus dieser Ehe Nachkommen, darunter:
      1. Hermann Chiari (1897–1969), Dr. med., Pathologe[4] ⚭ Elisabeth Spohn (* ?; † ), und hatte aus dieser Ehe Nachkommen

    3. Ottokar Chiari, seit 1917 Freiherr von Chiari (1853–1918), Dr. med., Professor der Laryngologie ⚭ Marie Seidl (1855–1920, Tochter des Industriellen Ignaz Seidl), und hatte aus dieser Ehe 3 Söhne und 2 Töchter, darunter:
      1. Richard Freiherr von Chiari (1882–1929) ⚭ Marie Richter (* ?; † ?), und hatte aus dieser Ehe Nachkommen, darunter:
        1. Karl Chiari (1912–1982), Dr. med., Professor für Orthopädie in Wien[5]

      2. Alfred Freiherr von Chiari (* 1883; † ?) ⚭ Lotte Richter (* 1862; † ?), und hatte aus dieser Ehe Nachkommen
      3. Friedrich Freiherr von Chiari (* 1896; † ?) ⚭ 1921 Gisela von Schoeller (* 1898; † ?), und hatte aus dieser Ehe Nachkommen
      4. Paula Freiin von Chiari (1895–1977) 1922 ⚭ Arthur Boltzmann (1881–1952, Sohn des Physikers Ludwig Boltzmann)

  2. Joseph Chiari (1819–1867), Dr. jur., Notar in Wien
  3. Max Chiari (1832–1894), Dr. jur., Sektionschef im Finanzministerium ⚭ Franziska von Steinhauser (* ?; † )

### Weitere
- Arthur Chiari, seit 1917 Freiherr von Chiari  (1851–1919, Neffe von Johann Baptist Chiari), k.u.k. Vizeadmiral
- Guido Schmidt-Chiari, (1932–2016, Sohn von Maria (Baronesse von)[6] Chiari und des österreichischen Außenministers Guido Schmidt, österreichischer Bank-Generaldirektor, ⚭ Stephanie Gräfin Strachwitz)